# Synagoge (Wittmund)

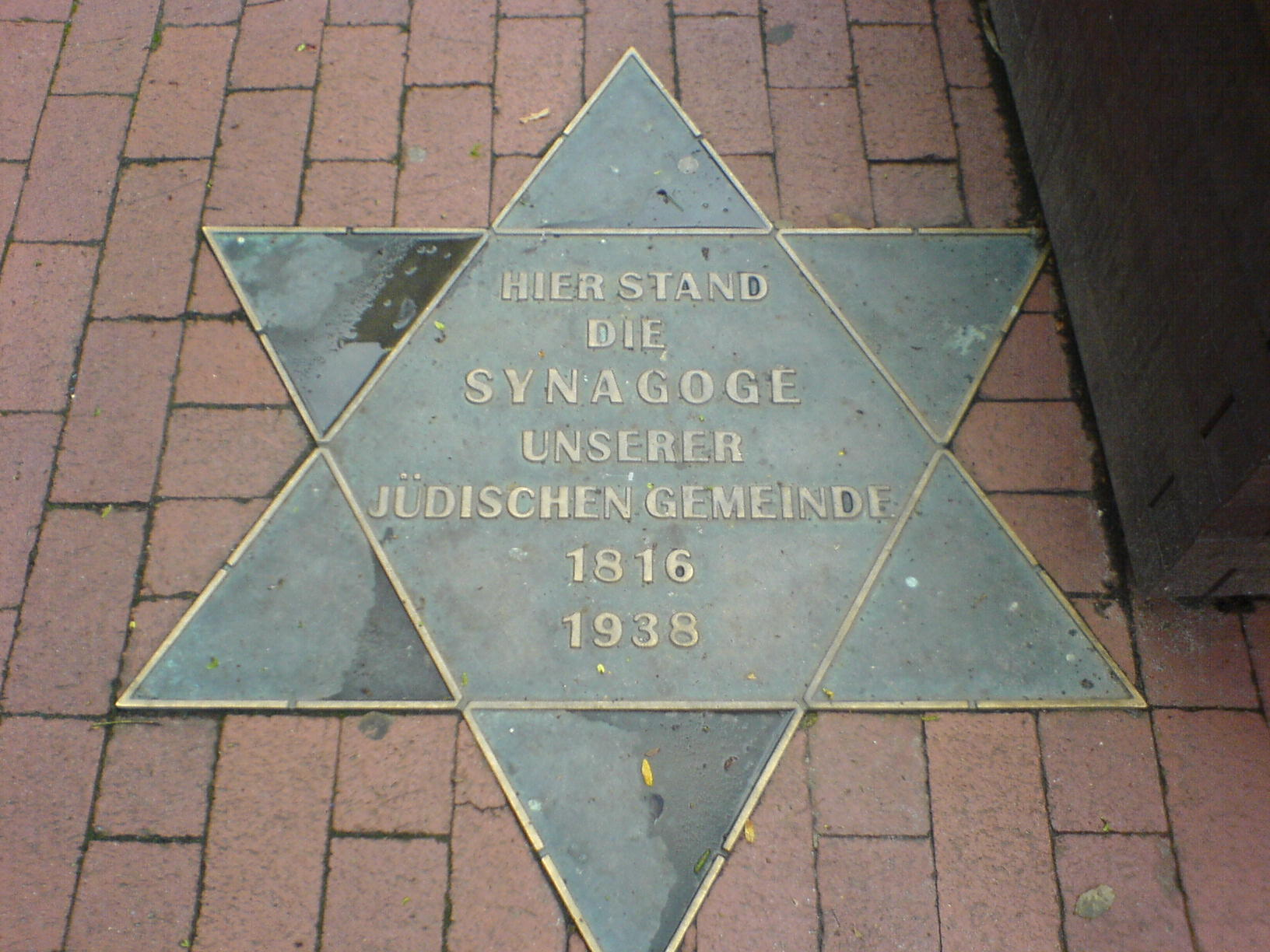
Gedenkplakette am Standort der abgebrochenen Synagoge in der Kirchstraße 12

Die ehemalige Synagoge in Wittmund eröffnete die örtliche Gemeinde am 9. Februar 1816 und nutzte sie bis in die Zeit des Nationalsozialismus. Durch anhaltende Repressionen ging die Zahl der Gemeindemitglieder immer weiter zurück, so dass die Gemeinde das Bauwerk im Juni 1938 an den Kaufmann E. Cornelius verkaufte. Dieser ließ sie noch vor den Novemberpogromen abbrechen.

## Baubeschreibung
Die Synagoge in Wittmund war ein etwa 71 m² großer rechteckiger, schlichter Saalbau, der mit 5000 Mark bei der Ostfriesischen Landschaftlichen Brandkasse versichert war. Das einstöckige Gebäude war 10,30 m lang, 6,90 m breit und etwa 8 m hoch. Ihre Außenmauern bestanden aus roten Ziegelsteinen. An der Ostseite befand sich an der Straßenfront zwischen den beiden Fenstern eine Steintafel mit den biblischen Worten „Und ihr sollt mir ein Königreich von Priestern und ein heilig Volk sein.“(2. Mose 19,6 ). In der Nordwand befanden sich fünf hohe Fenster. Der Innenraum wurde über einen Eingang an der Südseite betreten. Er bot Platz für 70 bis 80 Personen. Zwischen zwei Bankreihen stand im Zentrum die Bima. Die Frauenempore befand sich an der Westseite. Der Schrank, in dem die Gemeinde ihre Thorarolle aufbewahrte, stand zwischen den Fenstern an der Ostseite. Zu den kostbarsten Ausstattungsgegenständen gehörten ein Kronleuchter sowie eine Altardecke, welche Philip Neumark seiner Gemeinde anlässlich seines 71. Geburtstages stiftete.

## Geschichte
Die Jüdische Gemeinde Wittmund war die älteste im Harlingerland. Vermutlich gehörten zunächst auch die Juden der anderen Orte in der Region der Gemeinde in Wittmund an, deren Friedhof sie mitnutzten. Zunächst hielt die Gemeinde ihre Gottesdienste in einem der jüdischen Wohnhäuser ab, welches gleichzeitig als Schule diente. Äußerlich war sein sakraler Zweck nicht zu erkennen. Als dieses Gebäude zu Beginn des 19. Jahrhunderts einsturzgefährdet war, entschloss sich die Gemeinde zum Neubau einer Synagoge. Der Gemeindevorsteher Abraham Arends Neumark wollte diesen Neubau über eine Hauskollekte finanzieren. Dies lehnten die Ortsbehörden ab. Der Zivilgouverneur des Generalgouvernement zwischen Weser und Rhein, Ludwig von Vincke, genehmigte die Sammlung am 1. April 1815 schließlich für einen Zeitraum von acht Wochen. Die Finanzierung war damit gesichert, so dass die Gemeinde, zu der zu dieser Zeit auch die in Carolinensiel und Altfunnixsiel lebenden Juden gehörten, eine einfache Synagoge erbauen konnte, welche sie am 9. Februar 1816 einweihte.
1866 feierte die Gemeinde das 50-jährige Bestehen der Synagoge mit Mitgliedern der umliegenden jüdischen Gemeinden. Beim Gottesdienst wirkte auch die Wittmunder Liedertafel mit.
Die Gemeinde nutzte die Synagoge bis in die Zeit des Nationalsozialismus. 1933 lebten noch 41 Juden in Wittmund. Durch anhaltende Repressionen ging die Zahl der Gemeindemitglieder immer weiter zurück. Der letzte Prediger, Lehrer und Kantor, Abraham Straßfeld, emigrierte mit seiner Familie am 27. März 1935 in die USA. Die kurz vor der Auflösung stehende Gemeinde verkaufte das Bauwerk im Juni 1938 an den Kaufmann E. Cornelius. Dieser ließ sie bald darauf abbrechen, so dass sie in der Pogromnacht am 10. November 1938 schon nicht mehr existierte. Bis 1940 vertrieben oder deportierten die Nationalsozialisten die letzten Juden aus Wittmund.
Zeitgenössischen Berichten zufolge vergrub ein Gemeindemitglied die Torarolle auf dem jüdischen Friedhof.
An den Standort der abgebrochenen Synagoge erinnert eine Gedenkplakette in der Kirchstraße 12. Die Umrisse der Synagoge sind durch schwarze Basaltsteine gekennzeichnet.